# Диплома за смрт
Диплома за смрт је југословенски филм из 1989. године. Режирао га је Живорад Томић, а сценарио су писали Зоран Бручић и Живорад Томић.

## Радња
Место радње је савремени Загреб. Двојица најбољих пријатеља након завршена факултета започињу с криминалним бизнисом. Својим новим, знатно продорнијим начином деловања ускоро се наметну криминалцима старог кова. Сукоб је неизбежан, но долази до размимоилажења и између двојице младића - онај хуманији и трезвенији више не може пратити ритам оног другог, бескрупулозног.

## Улоге
| Глумац             | Улога                 |
| ------------------ | --------------------- |
| Ранко Зидарић      | Берислав „Беро” Бобан |
| Филип Шоваговић    | Ник                   |
| Ксенија Пајић      | Рената                |
| Иво Грегуревић     | Губа                  |
| Сузана Николић     | Власта                |
| Дејан Аћимовић     | Божо                  |
| Данијела Чолић     | Динка                 |
| Младен Црнобрња    | Франц                 |
| Влатко Дулић       | Тус                   |
| Зденко Јелчић      |                       |
| Дафне Јемерсић     |                       |
| Иво Кристоф        | Рус                   |
| Крунослав Шарић    | Борут                 |
| Фабијан Шоваговић  |                       |
| Драган Миливојевић | Службеник             |
| Отокар Левај       | Пословођа             |

## Награде
Битољ 89' - Специјална диплома најбољем сниматељу дебитанту.